# Bécassine des Snares
Coenocorypha huegeli
Espèce
Statut de conservation UICN

 NT  : Quasi menacé
La Bécassine des Snares (Coenocorypha huegeli) est une espèce d'oiseaux de la famille des Scolopacidae. Elle était considérée comme une sous-espèce de la Bécassine des Auckland (C. aucklandica).

## Répartition
Cette espèce est endémique des îles Snares.